# Mariensäule (Racibórz)

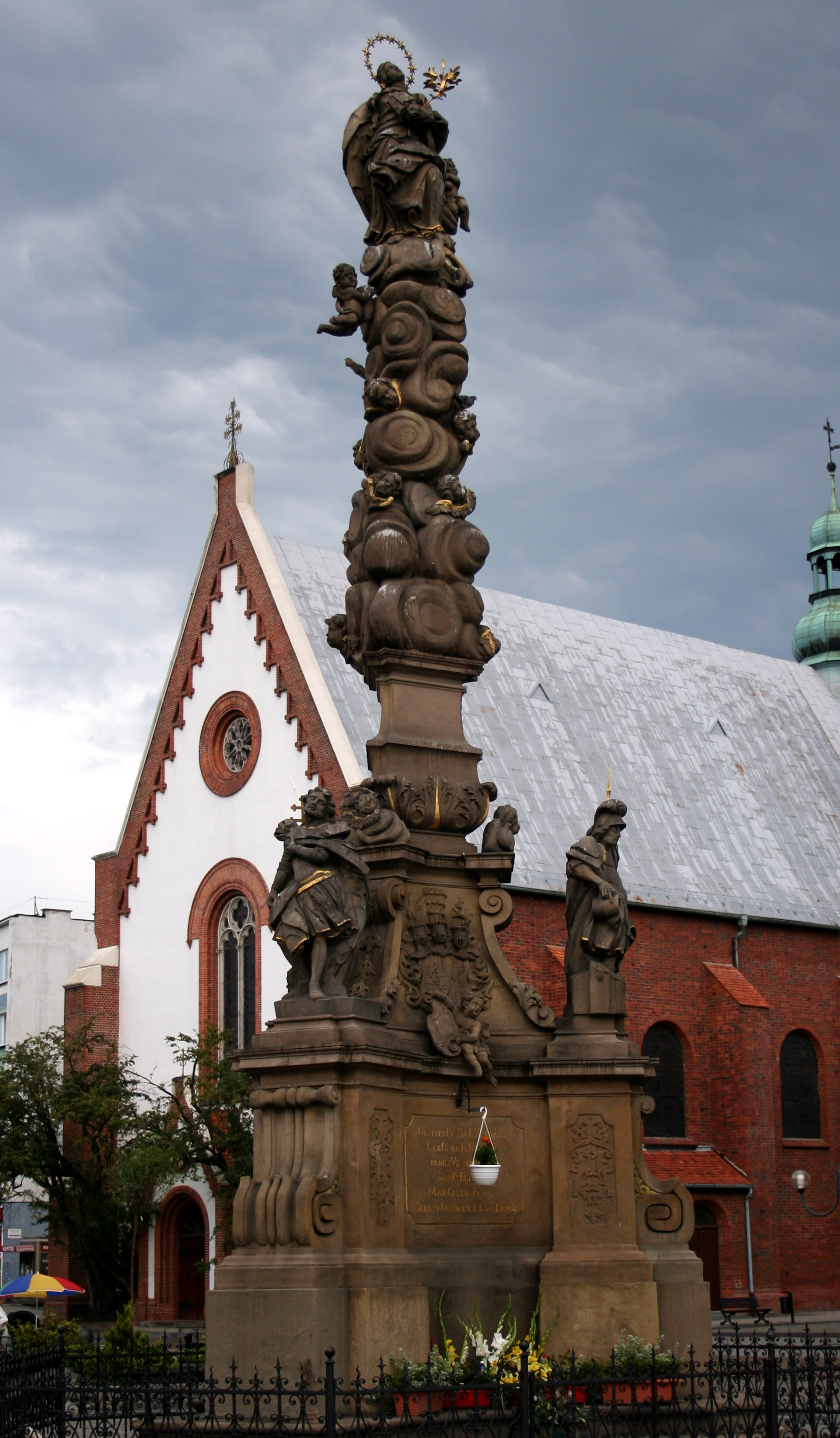
Die Mariensäule

Die Mariensäule in Racibórz (Ratibor) auf dem Ring ist eine Bildsäule aus dem 18. Jahrhundert.

## Beschreibung und Geschichte
Die spätbarocke aus Sandstein bestehende Mariensäule mit reichem Figurenschmuck wurde 1725–1727 von dem österreichischen Bildhauer Johann Melchior Österreicher geschaffen. Die Säule wurde von der Gräfin Gaschin gestiftet. Die Skulptur entstand als Dank (Gelübde) nach dem Überstehen zweier Cholera-Epidemien in Ratibor in den Jahren 1708 und 1715.
Die Bildsäule hat eine Höhe von 14 Metern. Auf dem mit Voluten verzierten Unterbau befinden sich Figuren von Heiligen und Putten. Über dem Unterbau ist eine Wolkensäule mit Engelsköpfen, auf der die Marienfigur thront.

## Inschriften
„PIA DILECTAE MATRIS IVSSA FILIO PIE EXEQVENTE ILLVSTRISSIMO DOMINO CAROLO LVDOVICO S.R.I COMITE DE GASCHIN, NOBILI DOMINO DE ROSENBERG, HEREDITARIO DOMINO IN REICHWALD, FREISTADT ET KATSCHER“
„SANCTISQVE MARCELLO PAPAE“